# Hexafluorofosfato de lítio
Hexafluorofosfato de lítio é um composto químico inorgânico, cuja fórmula molecular é LiPF6. Pertence a classe dos sais e aparência branca e cristalina, comumente na forma de pó.
Por causa de sua solubilidade elevada em solventes orgânicos apolares o composto é empregado em grande escala em baterias recarregáveis de uso comercial, onde desempenha o papel de eletrólito. Principalmente em combinação com os solventes carbonato de propileno e etano dimetoxi.
O composto é também aplicado como como catalisador na transposição de álcoois terciários em tetraidropirano.

## Síntese
O sal pode ser obtido de diversas maneiras. A exemplo uma síntese industrial patenteada pela BASF alemã:
{\displaystyle {\mathsf {5\,HF+PCl_{5}\longrightarrow PF_{5}+5\,HCl\!\uparrow }}}
{\displaystyle {\mathsf {LiF+PF_{5}\longrightarrow LiPF_{6}}}}